# سیهور
سیهور (به لاتین: Seehore) یک کوه در سوئیس است که در کانتون برن واقع شده‌است. سیهور ۲٬۲۸۱ متر بالاتر از سطح دریا واقع شده‌است.